# Abondance, Haute-Savoie
Abondance är en kommun i departementet Haute-Savoie i regionen Auvergne-Rhône-Alpes i sydöstra Frankrike. Kommunen ligger i kantonen Abondance som tillhör arrondissementet Thonon-les-Bains. År 2022 hade Abondance 1 536 invånare.

## Befolkningsutveckling
Antalet invånare i kommunen Abondance
| Referens: INSEE |